# Лихачёва, Елена Осиповна
Елена Осиповна Лихачёва, урождённая баронесса Косинская (1836—1904) — русская писательница и переводчица, председательница общества для содействия высшим женским курсам в Санкт-Петербурге; жена В. И. Лихачёва.

## Биография
Родилась 25 апреля (7 мая) 1836 года в семье полковника, поляка по происхождению, участника войны 1812 года на стороне Наполеона Иосифа Иосифовича Косинского, которому указом Сената от 21 августа 1836 года было дозволено принять баронский титул, завещанный ему дядей Михалом Косинским. В 1843 году барон Иосиф Косинский был произведён в генерал-майоры, а в 1861 — в генерал-лейтенанты; мать — Марфа Филипповна, урождённая Кузовлёва. У Елены Осиповны был брат Михаил — известный педагог.
Е. А. Лихачёва вместе с Анной Сувориной, с которой её связывала тесная дружба, перевела и составила ряд популярных детских книг, в частности «Путешествие к центру Земли» Жюля Верна с приложением статьи: «Очерк происхождения и развития земного шара, с рисунками первобытных растений и животных» (СПб., 1865 год); в этой статье, в основу которой были положены данные, добытые наукой того времени, цензура усмотрела признаки «вредного влияния» на детей, и циркуляром по Московскому учебному округу было запрещено приобретать всю книгу для библиотек казённых учебных заведений.
Изданный подругами сборник «Для чтения», принятый печатью весьма одобрительно, со стороны одной её части встретил резкие нападки и был окрещен «нигилистическим». Отпор этим неосновательным придиркам Лихачева и Суворина дали в своем ответе издат. «Современной Летописи» («Санкт-Петербургские ведомости», 1866 год, № 123).
Известность Лихачёвой принесли её работы по женскому вопросу (1869—1876):
- «Новости по женскому делу во Франции и в Америке» («Отечественные записки», 1869, № 10, и 1870, № 1);
- «Женское движение у нас и за границею» (там же, 1870, № 4),
- «Воспитание женщин с точки зрения положительной философии» (там же, № 10),
- «Женщины в современной войне» (там же, 1871, № 2),
- «Избирательные права женщин в Англии» (там же, № 6),
- «Парижский конгресс по женскому вопросу» (там же, 1873, № 5),
- «Экономическое положение женщин во Франции» (там же, 1874, № 1),
- «Посмертное сочинение Прудона о женщинах» (там же, 1876, № 2 и 3) и многие др.

## Издания
- Перевела и издала несколько общеполезных книг, отчасти вместе с А. И. Сувориной;
- составила обзор деятельности четырёх реформаторов церкви — Гуса, Лютера, Цвингли, Кальвина (СПб., 1872);
- в последние годы Лихачёва трудилась над крупным исследованием «Материалы для истории женского образования в России» в четырех томах (СПб.: Тип. М. М. Стасюлевича, 1890—1901), охватывавшем период с 1086 по 1880 годы.